# Kamikava Tóru
Kamikawa Tóru (japánul 上川徹, Hepburn-átírással Kamikawa Tōru, nyugaton Toru Kamikawa; Kagosima, 1963. június 8. –) japán nemzetközi labdarúgó-játékvezető.

## Pályafutása

### Labdarúgóként
Mielőtt játékvezető lett tanult és csatárként futballozott a kagosimai Nemzetközi Technológiai Főiskolán. 1981-ben Tokai Főiskolai nemzetközi labdarúgótornán képviselte Japánt. A diplomázás után a Fudzsitá-ban folytatta labdarúgó pályafutását. A labdarúgást 1991-ben térdsérülése miatt fejezte be.

### Nemzeti játékvezetés
A játékvezetői vizsgát 1991-ben tette le, ezt követően különböző labdarúgó osztályokban szerezte meg a szükséges tapasztalatokat, 1994-ben lett országos kerettag, majd 1996-ban a legmagasabb labdarúgó osztály, a JFA játékvezetőinek tagja. 2002-től profi játékvezető. Az aktív nemzeti játékvezetéstől 2007-ben vonult vissza.

### Nemzetközi játékvezetés
A Japán labdarúgó-szövetség Játékvezető Bizottságának (JB) felterjesztésére 1998-ban lett a Nemzetközi Labdarúgó-szövetség (FIFA) játékvezetői keretének tagja. Több nemzetek közötti válogatott és klubmérkőzést vezetett, vagy működő társának 4. bíróként segített. Az első nemzetközi válogatott mérkőzése 1998. november 30-án, a Hongkong–Omán (0:6) találkozó volt. Ő lett az első ázsiai játékvezető, aki az orosz első ligában mérkőzést vezethetett , a Lucs-Enyergija Vlagyivosztok–Szpartak Moszkva csapatai között. 2007-ben, a FIFA 45 éves korhatárának elérésével befejezte az aktív nemzetközi sporttevékenységet.

#### Labdarúgó-világbajnokság

##### U17-es labdarúgó-világbajnokság
Új-Zéland rendezte az 1999-es U17-es labdarúgó-világbajnokságot, ahol a FIFA JB bemutatta a torna résztvevőinek. Ha nem vezetett, akkor 4. játékvezetőként kapott feladatot.

###### 1999-es U17-es labdarúgó-világbajnokság
| Időpont            | Helyszín                     | Mérkőzés típusa              | Mérkőzés            | Eredmény | Nézők száma |
| ------------------ | ---------------------------- | ---------------------------- | ------------------- | -------- | ----------- |
| 1999. november 11. | Mc Lean Park Stadion, Napier | csoportmérkőzés (B. csoport) | Ghána–Spanyolország | 1 – 1    | 4000        |

---

##### U20-as labdarúgó-világbajnokság
Argentína rendezte a 13., a 2001-es ifjúsági labdarúgó-világbajnokságot, ahol a FIFA JB mérkőzésvezetőként alkalmazta.

###### 2001-es ifjúsági labdarúgó-világbajnokság
| Időpont          | Helyszín                                | Mérkőzés típusa              | Mérkőzés            | Eredmény | Nézők száma |
| ---------------- | --------------------------------------- | ---------------------------- | ------------------- | -------- | ----------- |
| 2001. június 21. | Padre Ernesto Martearena Stadion, Salta | csoportmérkőzés (E. csoport) | Ecuador–Hollandia   | 1 – 1    | 10 000      |
| 2001. június 27. | Chateau Carreras Stadion, Córdoba       | egyik nyolcaddöntő           | Brazília–Ausztrália | 4 – 0    | 7895        |
| 2001. július 8.  | José Amalfitani Stadion, Buenos Aires   | bronzérem                    | Paraguay–Egyiptom   | 0 – 1    | 10 000      |

---
A világbajnoki döntőhöz vezető úton Dél-Koreába és Japánba a XVII., a 2002-es labdarúgó-világbajnokságra és Németországba a XVIII., a 2006-os labdarúgó-világbajnokságra a FIFA JB bíróként alkalmazta. 2006-ban a FIFA JB már összeszokott, nemzeti hármasokat foglalkoztatott. Világbajnokságokon vezetett mérkőzéseinek száma: 4.

##### 2002-es labdarúgó-világbajnokság

###### Selejtező mérkőzés
| Időpont             | Helyszín                               | Mérkőzés típusa                       | Mérkőzés                     | Eredmény | Nézők száma |
| ------------------- | -------------------------------------- | ------------------------------------- | ---------------------------- | -------- | ----------- |
| 2001. március 4.    | Városi Stadion, Hongkong               | első kör 3. csoport (1. mérkőzés)     | Katar–Malájzia               | 5 – 1    | 500         |
| 2001. március 11.   | Városi Stadion, Hongkong               | első kör 3. csoport (1. mérkőzés)     | Katar–Hongkong               | 2 – 0    | 4500        |
| 2001. május 13.     | Tuodong Sports Center Stadion, Kunming | első kör 9. csoport (1. mérkőzés)     | Kína–Indonézia               | 5 – 1    | 37 000      |
| 2001. május 30.     | Suphachalasai Stadion, Bangkok         | első kör 5. csoport (2. mérkőzés)     | Thaiföld–Libanon             | 2 – 2    | 30 000      |
| 2001. szeptember 7. | Nemzetközi Stadion, Doha               | harmadik kör (2. csoport, 1 mérkőzés) | Katar–Kína                   | 1 – 1    | 30 000      |
| 2001. október 31.   | Al-NahyanStadion, Abu-Dzabi            | rájátszás                             | Egyesült Arab Emírségek–Irán | 0 – 3    | 38 000      |

###### Világbajnoki mérkőzés
| Időpont         | Helyszín                      | Mérkőzés típusa              | Mérkőzés         | Eredmény | Nézők száma |
| --------------- | ----------------------------- | ---------------------------- | ---------------- | -------- | ----------- |
| 2002. június 1. | Világbajnoki Stadion, Niigata | csoportmérkőzés (E. csoport) | Írország–Kamerun | 1 – 1    | 38 000      |

##### 2006-os labdarúgó-világbajnokság

###### Selejtező mérkőzés
| Időpont          | Helyszín                   | Mérkőzés típusa                   | Mérkőzés                 | Eredmény | Nézők száma |
| ---------------- | -------------------------- | --------------------------------- | ------------------------ | -------- | ----------- |
| 2004. június 9.  | Azadi Stadion, Teherán     | 2. kör (1. csoport-, 1. mérkőzés) | Irán–Jordánia            | 0 – 1    | 35 000      |
| 2005. február 9. | Pakhtakor Stadion, Taskent | 3. kör (1. csoport-, 1. mérkőzés) | Üzbegisztán–Szaúd-Arábia | 1 – 1    | 45 000      |
| 2005. június 3.  | King Fahd Stadion, Rijád   | 3. kör (1. csoport-, 2. mérkőzés) | Szaúd-Arábia–Kuvait      | 3 – 0    | 72 000      |

###### Világbajnoki mérkőzés
| Időpont          | Helyszín                            | Mérkőzés típusa              | Mérkőzés                  | Eredmény | Nézők száma |
| ---------------- | ----------------------------------- | ---------------------------- | ------------------------- | -------- | ----------- |
| 2006. június 9.  | Veltins Stadion, Gelsenkirchen      | csoportmérkőzés (A. csoport) | Lengyelország–Ecuador     | 0 : 2    | 52 000      |
| 2006. június 15. | Franken Stadion, Nürnberg           | csoportmérkőzés (B. csoport) | Anglia–Trinidad és Tobago | 2 : 0    | 41 000      |
| 2006. július 8.  | Gottlieb Daimler Stadion, Stuttgart | bronzmérkőzés                | Németország–Portugália    | 3 : 1    | 52 000      |

#### Ázsia-kupa
Libanon a 12., a 2000-es Ázsia-kupa, Kína a 13., a 2004-es Ázsia-kupa, valamint Indonézia, Malajzia, Thaiföld és Vietnám együttesen a 14., a 2007-es Ázsia-kupa tornán bírói szolgálattal bízta meg.

##### 2000-es Ázsia-kupa

###### Ázsia-kupa mérkőzés
| Időpont           | Helyszín                    | Mérkőzés típusa              | Mérkőzés            | Eredmény | Nézők száma |
| ----------------- | --------------------------- | ---------------------------- | ------------------- | -------- | ----------- |
| 2000. október 12. | Nemzetközi Stadion, Szidón  | csoportmérkőzés (A. csoport) | Irak–Thaiföld       | 2 – 0    | 2500        |
| 2000. október 19. | Sportvárosi Stadion, Bejrút | csoportmérkőzés (B. csoport) | Dél-Korea–Indonézia | 3 – 0    | 500         |

##### 2004-es Ázsia-kupa

###### Ázsia-kupa mérkőzés
| Időpont          | Helyszín                | Mérkőzés típusa              | Mérkőzés      | Eredmény | Nézők száma |
| ---------------- | ----------------------- | ---------------------------- | ------------- | -------- | ----------- |
| 2004. július 21. | Workers Stadion, Peking | csoportmérkőzés (A. csoport) | Bahrein–Katar | 1 – 1    | 48 000      |

##### 2007-es Ázsia-kupa

###### Selejtező mérkőzés
| Időpont             | Helyszín                     | Mérkőzés típusa                         | Mérkőzés          | Eredmény | Nézők száma |
| ------------------- | ---------------------------- | --------------------------------------- | ----------------- | -------- | ----------- |
| 2006. szeptember 6. | Nemzeti Stadion, Kuvaitváros | előselejtező (D. csoport-, 2. mérkőzés) | Kuvait–Ausztrália | 2 – 0    | 8000        |

#### Nemzetközi kupamérkőzések

##### Klub-világbajnokság
Japán rendezte a 2005-ös FIFA-klubvilágbajnokságot, ahol a FIFA JB hivatalnoki feladatokkal bízta meg.

###### 2005-ös FIFA-klubvilágbajnokság
| Időpont            | Helyszín                     | Mérkőzés típusa   | Mérkőzés                                            | Eredmény | Nézők száma |
| ------------------ | ---------------------------- | ----------------- | --------------------------------------------------- | -------- | ----------- |
| 2005. december 12. | Toyota Stadion, Toyota város | egyik negyeddöntő | Sydney (ausztrál)–Deportivo Saprissa (Costa Rica-i) | 0 – 1    | 28 538      |
| 2005. december 16. | Olimpiai Stadion, Tokió      | 5. helyért        | Al-Ahly (egyiptomi)–Sydney                          | 1 – 2    | 15 951      |

## Sportvezetőként
2007-től a Japán Labdarúgó-szövetség Játékvezető Bizottságánál (JB) dolgozik, hogy segítsen a fiatalabb játékvezetőknek szakmai készségeik fejlesztésében.

## Szakmai sikerek
- 2002-ben Ázsiában (AFC) ő érdemelte ki az Év Játékvezetője címet. 2003-ban hazájában is megjutalmazták az Év Játékvezetője kitüntető címmel.
- A IFFHS (International Federation of Football History & Statistics) 1987-2011 évadokról tartott nemzetközi szavazásán 151, játékvezető besorolásával minden idők 102, legjobb bírójának rangsorolta, holtversenyben  John Blankenstein, Felix Brych, Ioan Igna, Siegfried Kirschen, Jesús Díaz, Adolf Prokop társaságában.